# 巴爾大撒·亨利·波拉斯·卡多佐
巴爾大撒·亨利·波拉斯·卡多佐（西班牙語：Baltazar Enrique Porras Cardozo；1944年10月10日—）是委內瑞拉籍天主教司鐸級樞機及現任梅里達總教區總主教。

## 生平

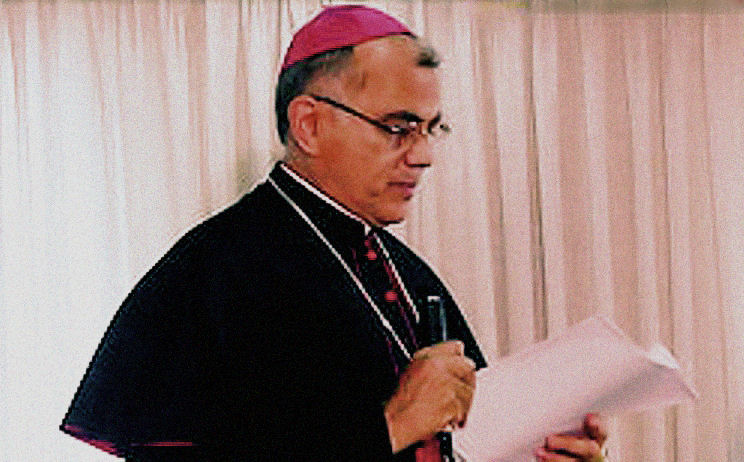
卡多佐總主教

巴爾大撒·亨利·波拉斯·卡多佐于1944年10月10日在委內瑞拉的首都卡拉卡斯出生。1967年7月30日，他在加拉加斯總教區晉鐸。
教宗若望·保祿二世於1983年7月23日將他任命為梅里達總教區輔理主教，領Lamida領銜教區主教銜。他於同年9月17日晉牧，並正式就任。他於1991年10月30日接任梅里達總教區正權總主教。1998年至1999年間，他擔任聖克里斯托瓦爾教區宗座署理。
波拉斯·卡多佐分別於1999年至2006年及2007年至2011年，出任委內瑞拉主教團主席和拉丁美洲主教團副主席。
教宗方濟各於2016年10月9日的三鐘經中宣布將於同年11月19日擢升波拉斯為樞機。他於11月19日獲擢升為司鐸級樞機，領聖若望及聖白托略堂區司鐸銜。

## 牧徽

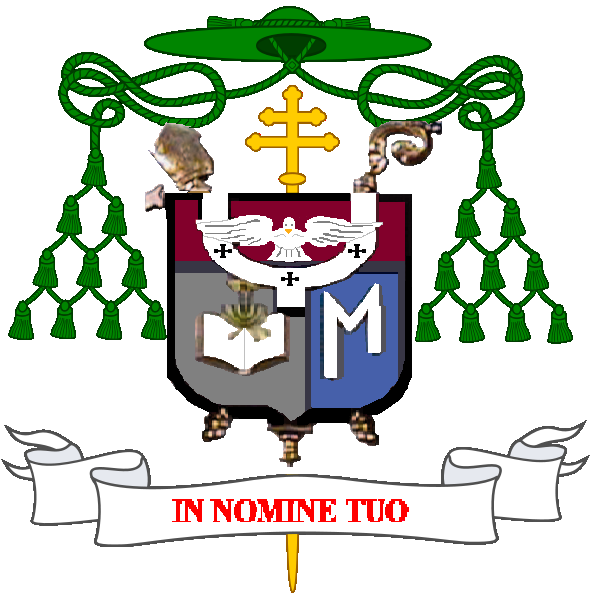
總主教牧徽
樞機牧徽